# Nastasha Romanenko
Nastasha Romanenko è un'esperta d'armi ucraina nella serie di videogiochi Metal Gear ideata da Hideo Kojima. Come membro del Nuclear Emergency Support Team (NEST) ha assistito Solid Snake via Codec durante l'incidente di Shadow Moses, fornendo informazioni sulle armi da fuoco e su quelle nucleari.
Un libro di Nastasha Romanenko, Nelle tenebre di Shadow Moses (che ripercorre dettagliatamente gli eventi di Metal Gear Solid aggiungendovi nuovi elementi, come il ruolo di Richard Ames), compare fra gli special di Metal Gear Solid 2: Sons of Liberty, dove è possibile leggerlo come terzo file della sezione Previous story, dopo aver scorso le pagine dei primi due file che parlano di Nastasha.

## Storia

### Infanzia e carriera
Nastasha è nata e cresciuta a Pryp"jat', in Ucraina: all'età di dieci anni lei e la sua famiglia furono esposti alle radiazioni sprigionate dal disastro della centrale nucleare di Černobyl'. Nel 1990 i suoi genitori morirono a causa delle elevate dosi di radiazioni assorbite nell'aver aiutato nella bonifica dell'area. Questo fatto l'ha resa una forte oppositrice all'energia e alle armi nucleari, sostenendo che le bombe nucleari rappresentano "una guerra invisibile che trascende confini e generazioni". Emigrò quindi negli Stati Uniti, ancora sofferente per gli effetti residui delle radiazioni e i dovuti esami medici. Ad ogni modo non le fu mai diagnosticata alcuna forma di cancro.
Nastasha entrò nel DIA nel 1992, per poi passare al NSA. Mentre era nel DIA, incontrò e più tardi sposò Richard Ames, ma il matrimonio non fu duraturo e presto i due divorziarono. Alla fine della Guerra Fredda era tra i migliori analisti militari.
Nel 1996 Nastasha ha partecipato come consulente alla Commissione di Canberra, la prima commissione internazionale sulla proposta di abolizione delle armi nucleari. Più tardi entrò nel NEST come analista militare e esperta d'armi.

### L'incidente di Shadow Moses
All'inizio del 2005 Nastasha diede supporto a Solid Snake in un'operazione anti-terroristica sull'isola di Shadow Moses. La sua casa a Los Angeles fu rapidamente convertita in un centro di comando per il personale DOD, con Nasthasha stessa che supportava via codec Snake.
Ames tenne Nastasha all'oscuro di molti segreti durante l'operazione, anche se lei venne comunque a conoscenza di vari progetti governativi e cospirativi, inclusa l'esistenza dei Patriots: alcune delle informazioni top secret che scoprì erano talmente rivelatrici che iniziò addirittura a chiedersi se fosse riuscita a vivere, cosciente di tali fatti, una volta che la missione di Snake fosse compiuta.
Dopo che Snake sconfisse i terroristi, Ames consegnò a Nastasha un disco ottico contenente dati relativi al virus FOXDIE del Pentagono, sperando che lei potesse impiegarlo come ricatto e avere così una via di salvezza. Ames scomparve dalla sua vita poco tempo dopo.